# Вечна замръзналост
Вечна замръзналост (също - трайно замръзнала земя) е най-горната част на земната кора на местата, където температурата ѝ от минимум 2 години до хилядолетия не надвишава 0 °C. В англоезичната литература понятието се среща като permafrost (съответно на български като пермафрост), а в руската - като вечная мерзлота, понятие въведено през 1927 г. от съветския изследовател М. И. Сумгин.

## Разпространение
Изследванията на вечната замръзналост водят началото си от руски пионери в Сибир през XVII – XVIII век. Значителна част от нея е следствие от последния ледников период. Вечната замръзналост постепенно намалява и се предполага, че до края на XXI век ще се е смалила около 4 пъти, спрямо началото му.
Площта на вечната замръзналост е около 35 милиона km². Заема около 24% от земната суша в северното полукълбо и съдържа 0,022% от общото количество вода. Разпространена е в северните части на Америка (Аляска, Канада), Европа, Азия, островите в Северния ледовит океан. Възможно е да се открие и на по-малките географски ширини, но на по-голяма надморска височина. През 2009 г. в планината Килиманджаро, близо до екватора, е открита вечна замръзналост.
Тя се среща и под вода, в континенталните шелфове на континентите около Северния ледовит океан, части от които са били суша по време на последния ледников период. В зоната на трайно замръзналата земя подземните води са замръзнали, а дълбочината на замръзналата кора понякога е над 1500 m.

## Отражения върху икономиката
Строежите върху места с вечна замръзналост (например този на Цинхай-Тибетската железница) са трудни и рисковани. При строежа на панелни блокове в Сибир блокът се изгражда до гол панел и се изчаква няколко години за установяване дали мястото ще остане устойчиво, преди работа по сградата да продължи. Вече готовите и работещи постройки и зависещи от тях общности също са подложени на големи опасности, произтичащи от процесите около вечната замръзналост. Размразяването на замръзналата земя в хода на глобалното затопляне води до намаляване на носещата способност на почвата. Това, на свой ред, води до загуба на устойчивостта на зданията и съоръженията с възможни катастрофални последици. Една такава катастрофа става в района на Норилск на 26 май 2020 г., когато вследствие намаляване устойчивостта на нефтен резервоар настъпва изтичане на 21 000 тона дизелово гориво, довело до катастрофално замърсяване на близките реки и езера.
Според прогнозите, въобще размразяването на пермафроста в резултат на глобалното затопляне ще доведе до огромни загуби за световната икономика. Съгласно оценките, загубите, свързани с отделянето на парникови газове при размразяване на почвите на Сибир, към края на XXI век ще възлязат на 43 трилиона долара. Същевременно обитаемите и годните за селско стопанство и други икономически разработки земи вероятно биха се увеличили значително, предполагаемо облагодетелствайки икономиките на страни с обширни области обхванати от вечна замръзналост, като Русия.
Размразяването може да бъде в основата и на значими научни достижения, предвид свойството на вечната замръзналост да запазва биологичен материал (включително цели и запазени трупове на мамути). През 2012 г. руски учени отглеждат растения от вида Silene stenophylla, покълнали от семена, замръзнали преди повече от 30 000 години, извадени от 38-метрова дълбочина.